# 564e Volksgrenadierdivisie
De 564e Volksgrenadierdivisie (Duits: 564. Volksgrenadier-Division) was een Duitse infanteriedivisie tijdens de Tweede Wereldoorlog. De divisie werd opgericht en alweer opgeheven voor de oprichting compleet en afgesloten was.

## Geschiedenis
De 564e Volksgrenadierdivisie werd opgericht op 26 augustus 1944 op Oefenterrein Döllersheim in Wehrkreis XVII als onderdeel van de 32. Welle, door overnemen van de zich nog in oprichting bevindende Infanteriedivisie Döllersheim. Alvorens de oprichting volledig was, werd de divisie al op 15 september 1944 omgedoopt in de 183e Volksgrenadierdivisie. 

## Commandanten
| Rang            | Naam           | Begin            | Eind              |
| --------------- | -------------- | ---------------- | ----------------- |
| Generalleutnant | Wolfgang Lange | 26 augustus 1944 | 15 september 1944 |

## Samenstelling
- Grenadier-Regiment 1150
- Grenadier-Regiment 1151
- Grenadier-Regiment 1152
- Artillerie-Regiment 1564
- Divisie-eenheden 1564